# سپیدرخ هادسون
سپیدرُخ هادسون (نام علمی: Leucorrhinia hudsonica) نام یک گونه از سرده سپیدرخ‌ها است.